# Albina Jegorowa
Albina Jegorowa (ur. 29 października 1958 w Abaszewie) – rosyjska polityczka. Deputowana i przewodnicząca Rady Państwowej Republiki Czuwaszji.

## Życiorys
Jegorowa urodziła się 29 października 1958 w Abaszewie w Związku Socjalistycznych Republik Radzieckich. Pozostaje w związku małżeńskim, ma trójkę dzieci.

### Edukacja
W latach 1974–1977 studiowała na Czuwaskim Państwowym Uniwersytecie im. I. N. Ulianowa. W 1999 ukończyła studia ekonomiczne na Petersburskim Państwowym Instytucie Technologicznym.

### Działalność polityczna
18 września 2016 Jegorowa została wybrana na członkinię Rady Państwowej Republiki Czuwaszji szóstej kadencji. Kolejnego dnia została wybrana na wiceprzewodniczącą organu. 21 września 2018 roku została wybrana przewodniczącą frakcji Jednej Rosji w radzie. Po rezygnacji Walerija Filimonowa, 19 października 2018 została mianowana p.o. przewodniczącej Rady. 12 lutego 2019 została wybrana na przewodniczącą.

### Pozostała działalność
Jest honorową obywatelką rejonu czeboksarskiego. Została odznaczona orderem za zasługi dla Czuwaszji, jednym z czuwaskich odznaczeń.